# Гора Блаженств
Гора Блаженств (ивр. הר האושר‎, Har HaOsher) — холм в Галилее в Израиле, высота которого составляет 70 метров ниже уровня моря и 125 метров выше уровня Тивериадского озера. Эта гора, согласно древнему христианскому преданию, является местом, с которого Иисус Христос произнес Нагорную проповедь.

## История
Паломница Эгерия (около 380 года) сообщала о том, что Иисус Христос произнёс заповеди блаженства в пещере на горе, расположенной около места, где Иисус Христос умножил пять хлебов и две рыбы, недалеко от Капернаума. В 1907 году этот участок был приобретен францисканцами и на нём начались археологические раскопки. В 1935 году у подножья горы, через дорогу от храма Умножения хлебов и рыб, были обнаружены остатки небольшой однонефной церкви конца IV века, разрушенной около 625 года. Церковь была украшена мозаиками, фрагменты её мозаичного пола в настоящее время выставлены в музее в Капернауме.
В 1937—1938 годах на вершине горы архитектором Антонио Барлуцци был построен католический храм Заповедей Блаженства. Храм находится на территории женского францисканского монастыря. Храм имеет восьмиугольную планировку по числу заповедей блаженств в западной традиции. С этого места открывается вид на окружающие холмы и Тивериадское озеро.
Позднее греческое предание отождествляло гору Блаженств с горой Карней-Хиттин, расположенной в 6 км западнее Тверии. Об этом сообщал инок Парфений в 1845 году. Поэтому в 1914 году архимандрит Леонид (Сенцов) планировал приобрести там участок, но его планы не осуществились из-за начала Первой мировой войны.
Версия о месте Нагорной проповеди на горе Карней-Хиттин была отражена в Католической энциклопедии 1913 года и в Международной стандартной библейской энциклопедии 1939 года. В настоящее время эта версия принята некоторыми протестантами, которыми у её подножия воздвигнут монумент в память этого евангельского события.

## Фотографии

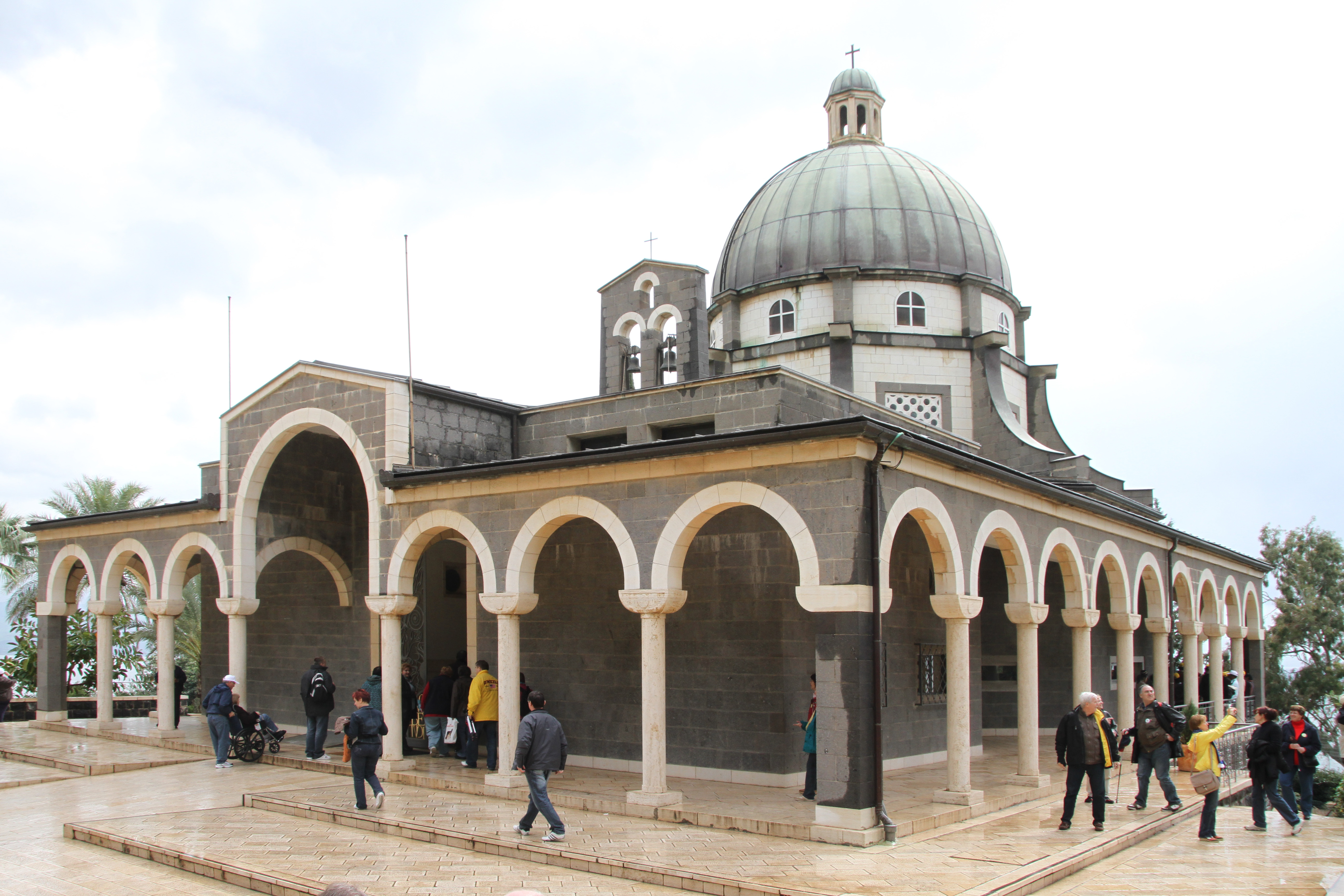
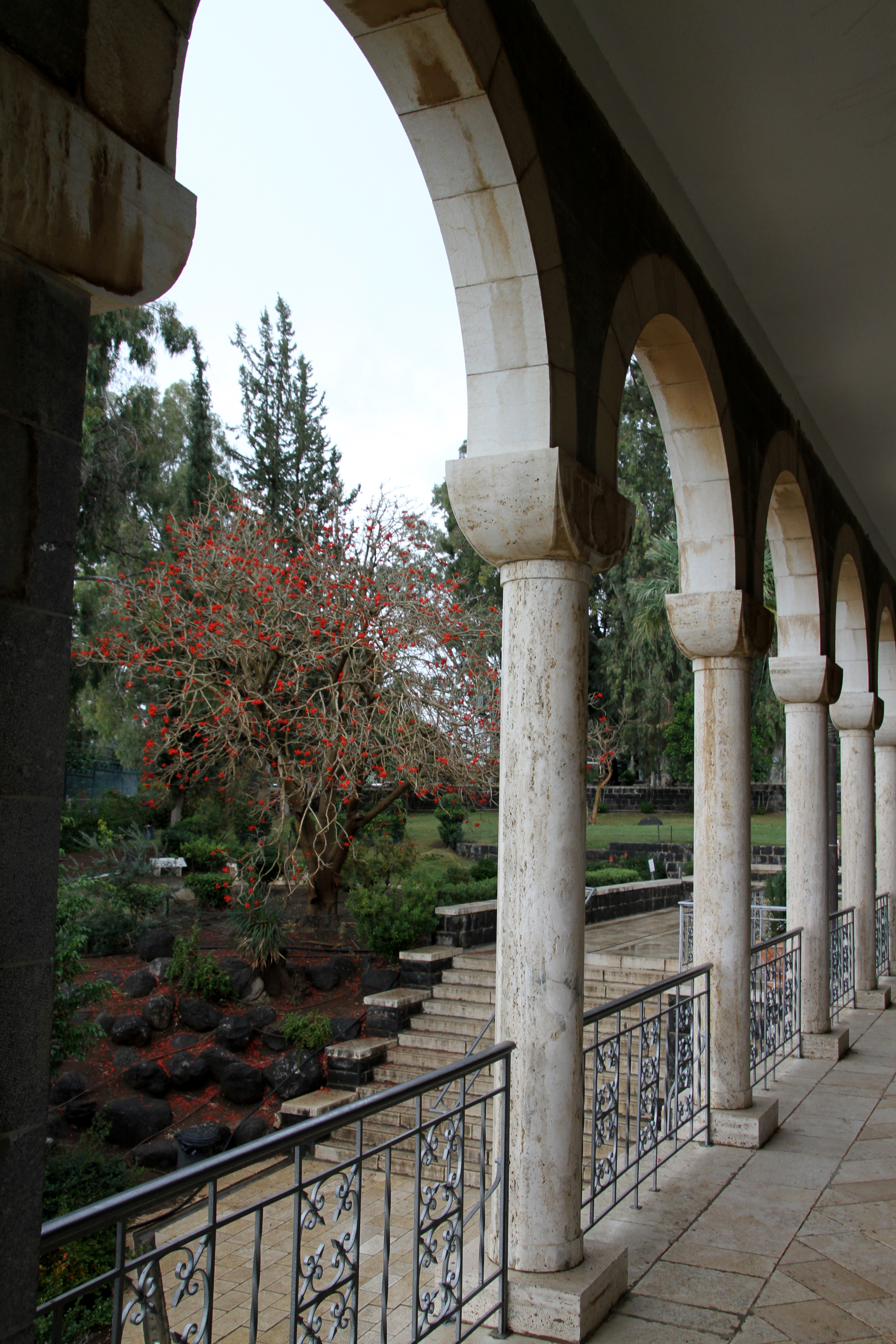
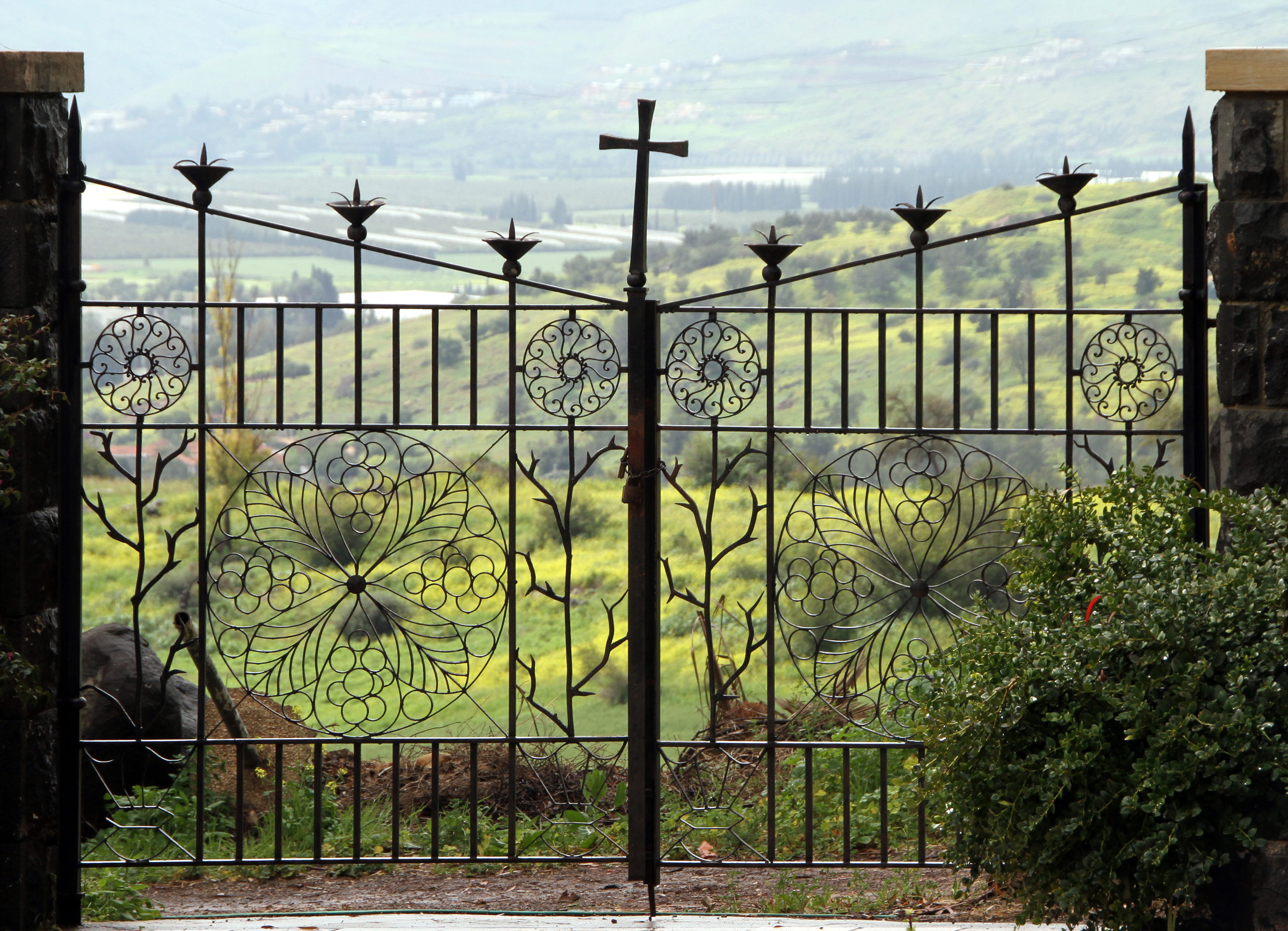
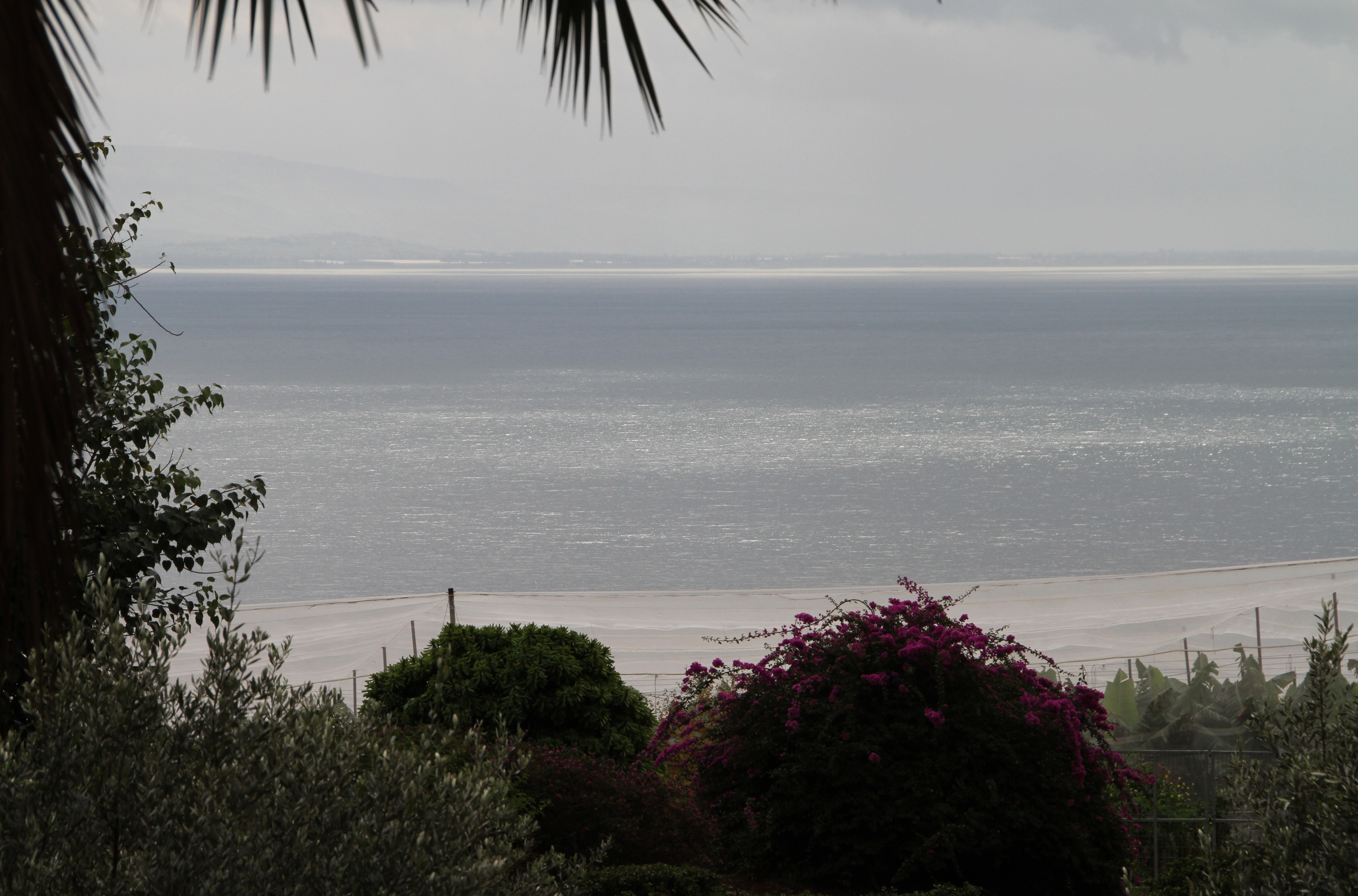
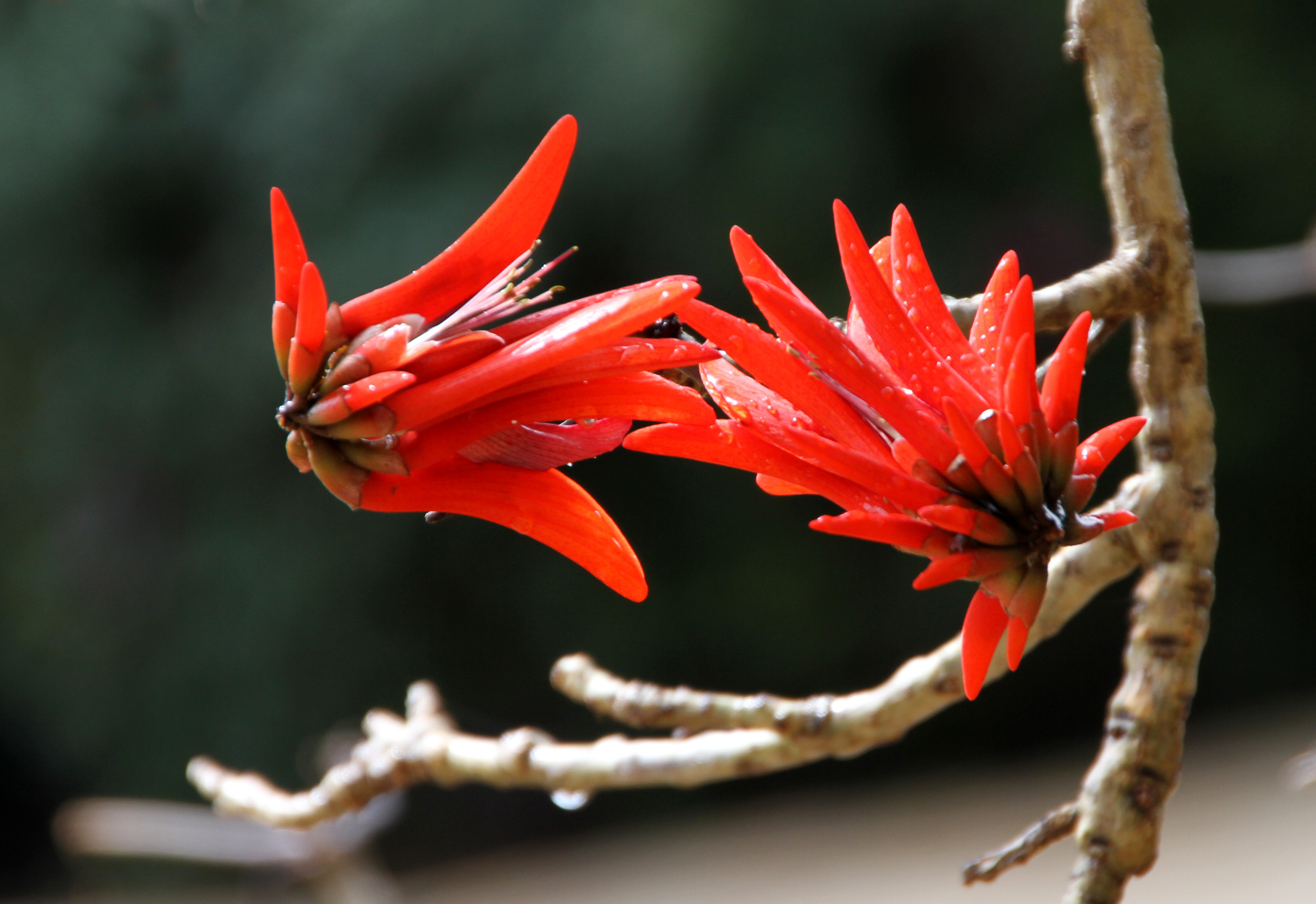